# Cainito
Cainito o caimito (Chrysophyllum cainito) és un fruit tropical produït per un arbre de la família Sapotaceae. És natiu de les terres baixes d'Amèrica central i el Carib. És de creixement ràpid i arriba als 20 m d'alt.
En anglès rep el nom de star apple i en francès pomme de lait. Té el sinònim botànic d'Achras cainito.
És un arbre perennifoli amb fulles alternades, simples, ovals enteres de 5–15 cm de llarg. Les flors són flairoses.
El fruit és arrodonit amb la pell porpra rica en làtex. Les llavors són aplanades i marronoses.
El fruit és dolç i n'hi ha de color porpra fosc i marró verdós.